# Kiki (Niger)
Kiki (auch: Kikki)  ist ein Dorf in der Landgemeinde Makalondi in Niger.

## Geographie
Das Dorf liegt rund 21 Kilometer nordwestlich des Hauptorts Makalondi der gleichnamigen Landgemeinde, die zum Departement Torodi in der Region Tillabéri gehört. Ein Nachbardorf von Kiki ist Bomanga im Südwesten. Zu den Siedlungen in der weiteren Umgebung von Kiki zählen Boni im Südwesten, Koguel im Westen, Tombolé Pabalouri im Nordwesten, Marna im Norden, Fayra Mamoudou im Nordosten und Niakatiré im Osten.
Kiki ist Teil der Übergangszone zwischen Sahel und Sudan. Die durchschnittliche jährliche Niederschlagsmenge beträgt hier zwischen 500 und 600 mm. Das Dorf gehört zu einer Important Bird Area namens Makalondi district, die sich im Radius von etwa 25 Kilometern um den Hauptort Makalondi erstreckt. Der Schweizer Missionar Pierre Souvairan, der von 1968 bis 1998 in der Gegend lebte, beobachtete hier etwa 310 verschiedene Vogelarten.

## Geschichte
Die Grenzregion zu Burkina Faso und Mali wurde 2019 verstärkt zum Aktionsgebiet verschiedener terroristischer Gruppierungen. Die Schulen von Bomanga und Kiki wurden am 19. Oktober 2019 geplündert und in Brand gesteckt. Die Gegend um die Dörfer Kiki und Boni wurde Anfang 2021 erneut von terroristischen Gruppen angegriffen. Am 30. Januar 2021 wurde die Kirche in Kiki geplündert und deren Vorsteher mit dem Tod bedroht. Außerdem forderten die Angreifer die Bevölkerung unter Drohungen zum Verlassen des Dorfs auf. Daraufhin flüchteten im Februar 2021 über 60 Haushalte aus Kiki und drei nahegelegenen Weilern in mehreren Wellen in den Hauptort Makalondi.

## Bevölkerung
Bei der Volkszählung 2012 hatte Kiki 713 Einwohner, die in 79 Haushalten lebten. Bei der Volkszählung 2001 betrug die Einwohnerzahl 426 in 45 Haushalten.

## Wirtschaft und Infrastruktur
In Kiki wird ein Wochenmarkt abgehalten. Der Markttag ist Samstag. Es arbeiten mehrere Schmiede und Weber im Dorf. Eine lokale Besonderheit von Kiki ist der Anbau von Zuckerrohr. Das Dorf ist außerdem neben Dogona, Niakatiré und Tamou eines der Hauptproduktionsgebiete für Gummi arabicum in der Region Tillabéri. Mit einem Centre de Santé Intégré (CSI) ist ein Gesundheitszentrum im Ort vorhanden. Kiki ist über die 22,8 Kilometer lange Route 669, eine einfache Landstraße, mit der Nationalstraße 6 im Gemeindehauptort Makalondi verbunden.